# Grabhügel von Stelle

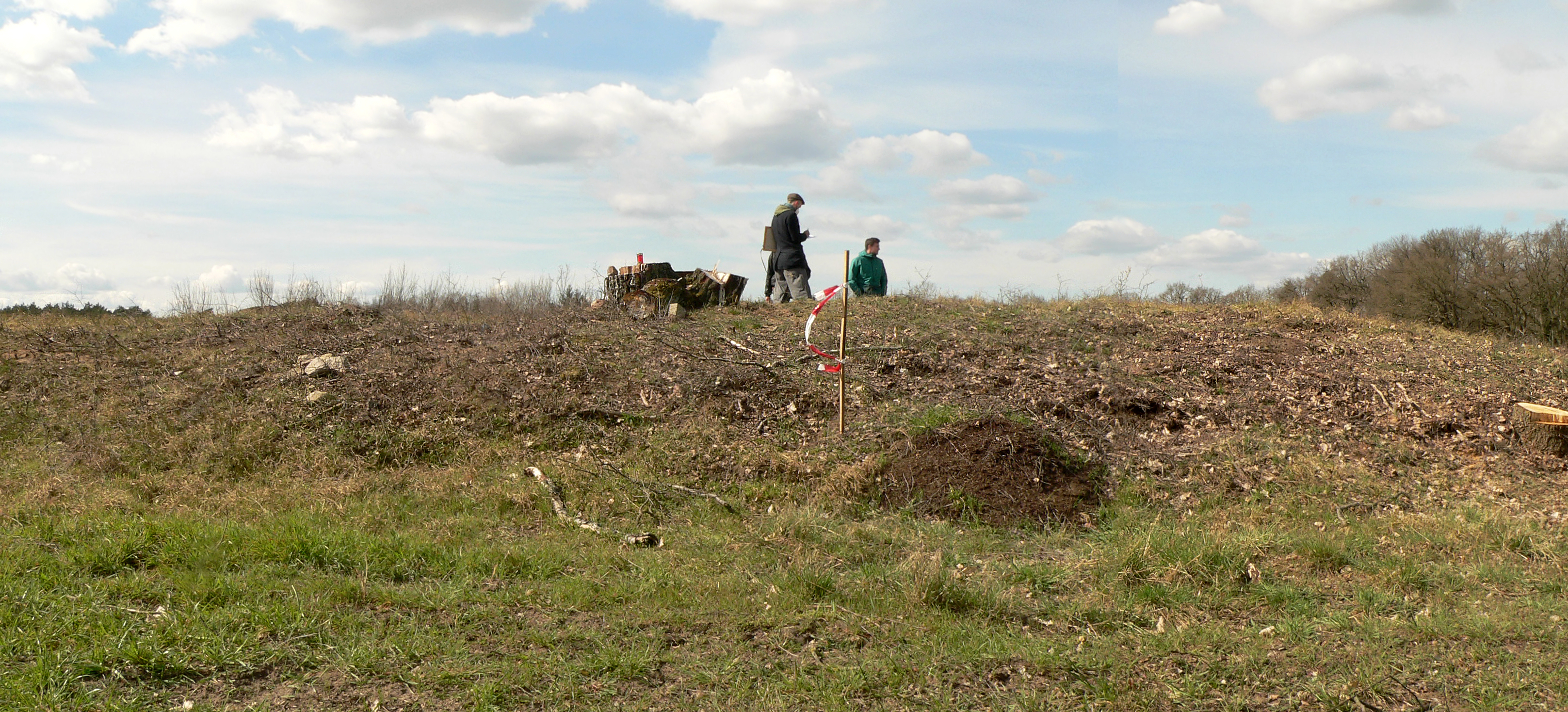
Grabhügel von Stelle, mittig ein Baumstumpf vom früheren Bewuchs, 2021

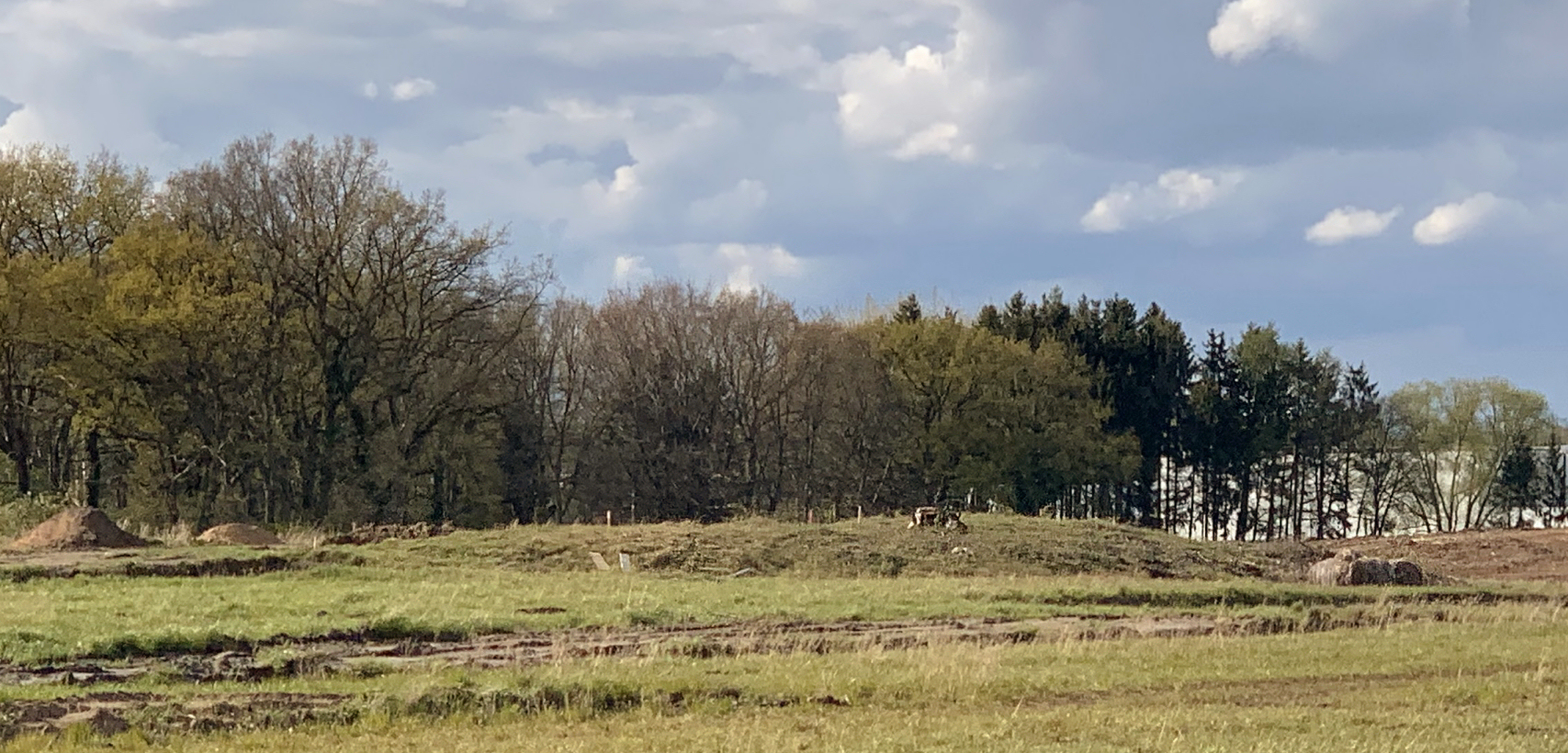
Der Grabhügel kurz vor seiner Beseitigung, im Hintergrund die Pennekuhle, 2021

Der Grabhügel von Stelle war ein prähistorisches Hügelgrab in Stelle in Niedersachsen. Der auf einer Ackerfläche gelegene Grabhügel wurde vor etwa 4000 Jahren als Bestattungsplatz angelegt. Das als Bodendenkmal geschützte Hügelgrab befand sich in einem Bereich, in dem ein Discounter ein Logistiklager errichtete. Vor der Beseitigung des Grabs für den Bau des Lagers wurde es 2021 archäologisch untersucht.

## Beschreibung

Darstellung des Grabhügels (nachträglich koloriert) auf der Karte des Deutschen Reiches von 1893, südöstlich sind weitere Hügelgräber eingezeichnet

Der einzeln liegende Grabhügel befand sich an der Geestkante auf 24 m ü. NHN südöstlich des Wald- und Feuchtgebietes Pennekuhle. Von hier aus bietet sich ein weiter Blick über die mehr als 20 Meter tiefer gelegene Elbeniederung, was ein Grund für die Wahl dieses Bestattungsplatzes an exponierter Stelle gewesen sein kann. Die Grabstelle stellte sich als markante Bodenerhebung dar, von der etwa ein Drittel des östlichen Bereichs mit einer Länge von 37 Meter und einer Breite von 12 Meter erhalten ist. Die Erhebung wies im westlichen Bereich eine Höhe von einem halben Meter auf und am östlichen Hügelfuß rund zwei  Meter. In amtlichen Beschreibungen wird der Grabhügel als 19 Meter lang und einen halben Meter hoch beschrieben. Von der Art und Größe her datieren ihn Archäologen ins Spätneolithikum bzw. die ältere Bronzezeit. In ihm wurde eine Bestattungsurne gefunden, bei der es sich um eine Nachbestattung aus der Bronzezeit oder der Eisenzeit handeln könnte.

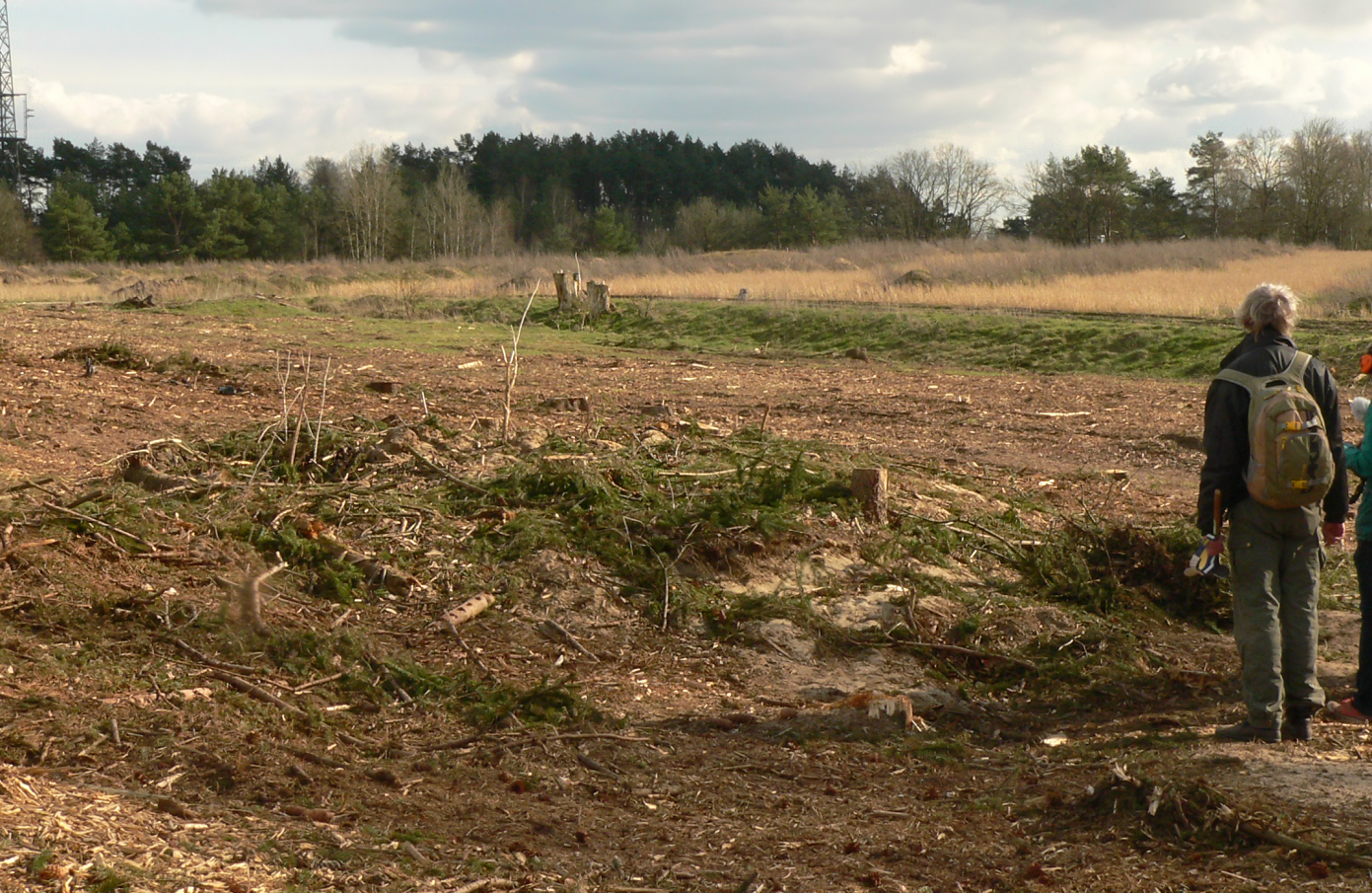
Ein mögliches weiteres Hügelgrab etwa 200 Meter nördlich

Laut dem niedersächsischen Landesarchäologen Henning Haßmann stellte die Grabstelle ein herausragendes Monument im Landkreis Harburg dar. Sie lag auf einer Moräne, auf der in prähistorischer Zeit eine hohe Besiedlungsdichte herrschte. Davon zeugen weitere prähistorische Hügelgräber und Urnenfriedhöfe in unmittelbarer Nähe am Geestrand. Etwa 500 Meter südöstlich zwischen dem Sportplatz und dem Ortsrand von Stelle befinden sich zahlreiche frühbronzezeitliche Hügelgräber aus der Zeit um 1800 v. Chr., die zum Teil eingeebnet und zum Teil gut erhalten sind. Des Weiteren befindet sich in deren Umfeld ein eisenzeitlicher Urnenfriedhof aus der Zeit um 600 bis 300 v. Chr. In rund 800 Meter Entfernung von diesem Bereich in nordöstlicher Richtung lag im tiefer gelegenen Marschland ein etwa 3500 Jahre altes Hügelgrab aus der Bronzezeit, das 2019 bei archäologischen Untersuchungen in einem Neubaugebiet entdeckt wurde.

## Umgang mit dem Hügelgrab in jüngerer Zeit
Die Funktion des Erdhügels als früherer Bestattungsort ist bereits im 19. Jahrhundert erkannt worden. Er findet sich als Einzeichnung im Preußischen Messtischblatt. Anfang des 20. Jahrhunderts errichtete der Steller Männerturnverein eine Hütte auf dem Hügel, was eine öffentliche Diskussion darüber entfachte, ob dies ein Verstoß gegen das Preußische Ausgrabungsgesetz von 1914 gewesen sei. In den 1930er Jahren ist der Grabhügel durch teilweise Einebnung beschädigt worden. Es gab Ermittlungen gegen einen Landwirt, der den Hügel abgegraben haben soll. Auch wurde die Hügelstelle bereits von Raubgräbern aufgesucht. 1995 wurde der Grabhügel in das Verzeichnis der Kulturdenkmale eingetragen. Seither war er ein geschütztes Bodendenkmal.

### Beseitigung

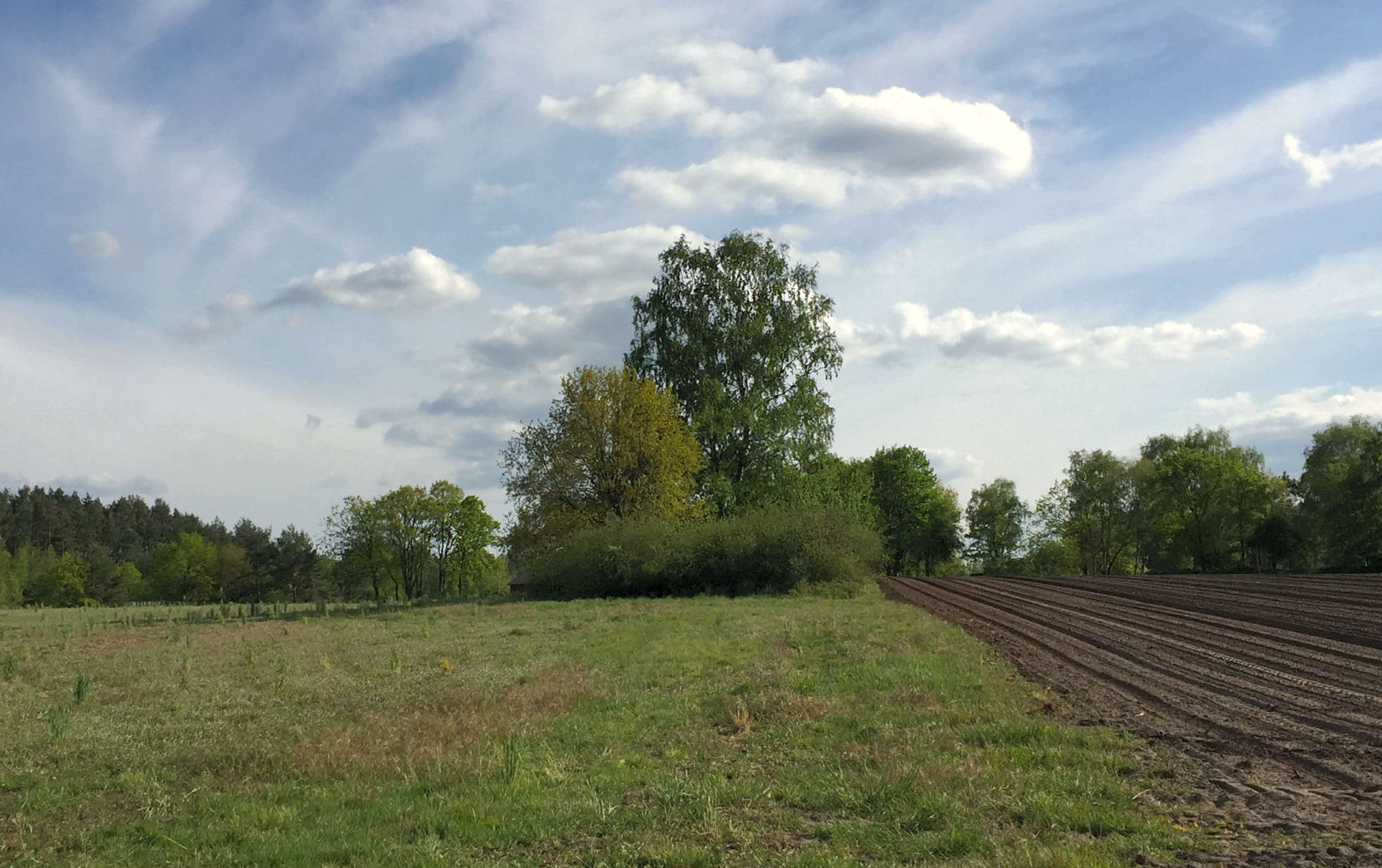
Der Grabhügel noch mit Bewuchs, 2019

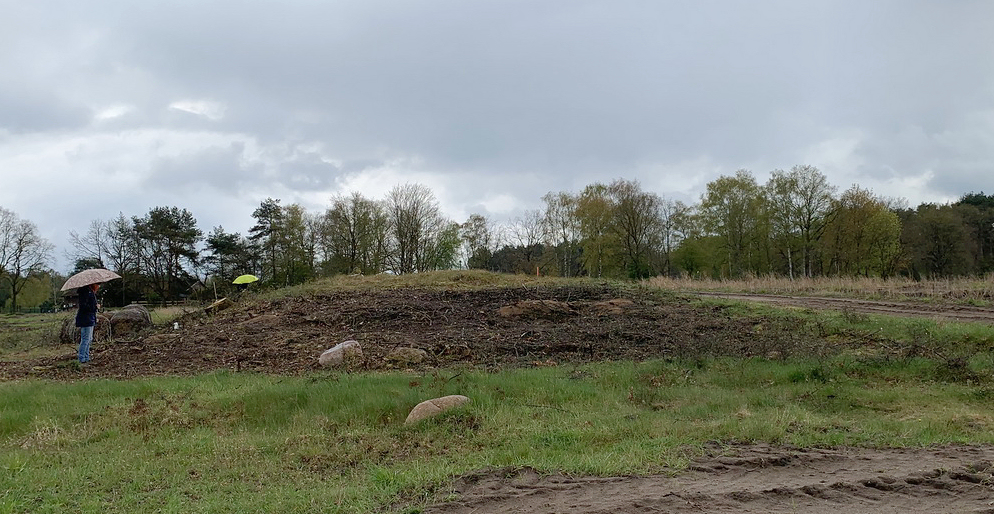
Der Grabhügel nach Entfernung des Bewuchses mit Personen zum Größenvergleich, 2021

Um das Jahr 2004 entschied sich die Gemeinde Stelle für die Schaffung eines neuen Gewerbegebietes im Bereich der Ackerflächen mit dem Hügelgrab. 2014 wurde erstmals bekannt, dass der Lebensmitteldiscounter Aldi in dem geplanten Gewerbegebiet den Bau eines 17 Hektar großen, zentralen Logistiklagers plant. Nachdem die Pläne von der Gemeinde Stelle zunächst abgelehnt und von Aldi nicht weiter verfolgt wurden, bekamen sie 2017 erneute Aktualität. 2017 lehnte der Landkreis Harburg als Untere Denkmalschutzbehörde die Beseitigung des Grabhügels unter Hinweis auf die im Niedersächsischen Denkmalschutzgesetz enthaltende „Pflicht zur Erhaltung“ von Kulturdenkmalen ab. 2019 genehmigte der Landkreis die Entfernung unter der Bedingung, dass zuvor eine fachgerechte Untersuchung mit der Bergung von Funden und einer Dokumentation der Fundstelle erfolgt. Diese Möglichkeit lässt das Niedersächsische Denkmalschutzgesetz zu, wenn ein öffentliches Interesse das Interesse an der Erhaltung des Kulturdenkmals überwiegt. Aufgrund der Umentscheidung, die Beseitigung des Grabhügels zuerst zu untersagen und später unter Auflagen zu genehmigen, reichte der Umweltverband BUND eine Dienstaufsichtsbeschwerde gegen die Untere Denkmalschutzbehörde des Landkreises Harburg ein. Der Niedersächsische Heimatbund griff die Genehmigung zur Entfernung des Hügelgrabs 2019 in seiner Roten Mappe an die Niedersächsische Landesregierung auf und plädierte für den Erhalt des Kulturdenkmals. In dem Zusammenhang machte der Heimatbund auf den zunehmenden Flächenverbrauch in der Nähe von Ballungszentren und Autobahnen aufmerksam, wodurch Kulturgüter zerstört werden. Die Landesregierung antwortete in ihrer Weißen Mappe, dass 2018 eine Überprüfung der Planungen durch das Niedersächsische Ministerium für Wissenschaft und Kultur als oberste Denkmalschutzbehörde stattgefunden habe. Die Behörde habe der Gemeinde Stelle mitgeteilt, dass die Planungsunterlagen für eine Abwägung aller öffentlichen Belange nicht vorlägen. Daher bestand laut der Einschätzung des Ministeriums keine Möglichkeit für eine Genehmigung zur Zerstörung des Kulturdenkmals. Die fachaufsichtliche Überprüfung durch das Ministerium ergab, dass die Entscheidung zum Umgang mit dem Hügelgrab letztlich beim Landkreis Harburg als untere Denkmalschutzbehörde liegt. 2018 starteten Bürger aus Stelle eine Online-Petition unter dem Titel „Hügelgrab soll ALDI-Zentrallager weichen“, die bis 2021 fast 1800 Personen unterzeichnet hatten.
2019 erfolgten im Hinblick auf die mögliche Entfernung des Hügelgrabs wegen des Baus einer Gewerbeansiedlung archäologische Voruntersuchungen, die von der unteren Denkmalschutzbehörde des Landkreises Harburg fachlich begleitet wurden. Im weiteren Umfeld des Grabhügels kam es im Frühjahr 2020 zu großflächigen Voruntersuchungen, bei denen auf acht Hektar Suchschnitte von 50 Meter Länge und 4 Meter Breite angelegt wurden. Dabei traten unterhalb des Mutterbodens im anstehenden helleren Boden zahlreiche archäologische Befunde zutage, unter anderem rotverziegelte Fragmente eines prähistorischen Ofens.
2021 wurde der Bau des Logistiklagers wahrscheinlicher, da der Steller Gemeinderat das Bauprojekt genehmigt, den Bebauungsplan beschlossen hatte sowie die Baugenehmigung erteilt hatte. Gegen erste Arbeiten beantragte der BUND einstweiligen Rechtsschutz und die aufschiebende Wirkung des Widerspruchs beim Verwaltungsgericht Lüneburg., der abgewiesen wurde. 2021 ergab eine archäologische Untersuchung des Grabhügels, dass er keine „historisch bedeutsame Substanz“ mehr enthalten habe.

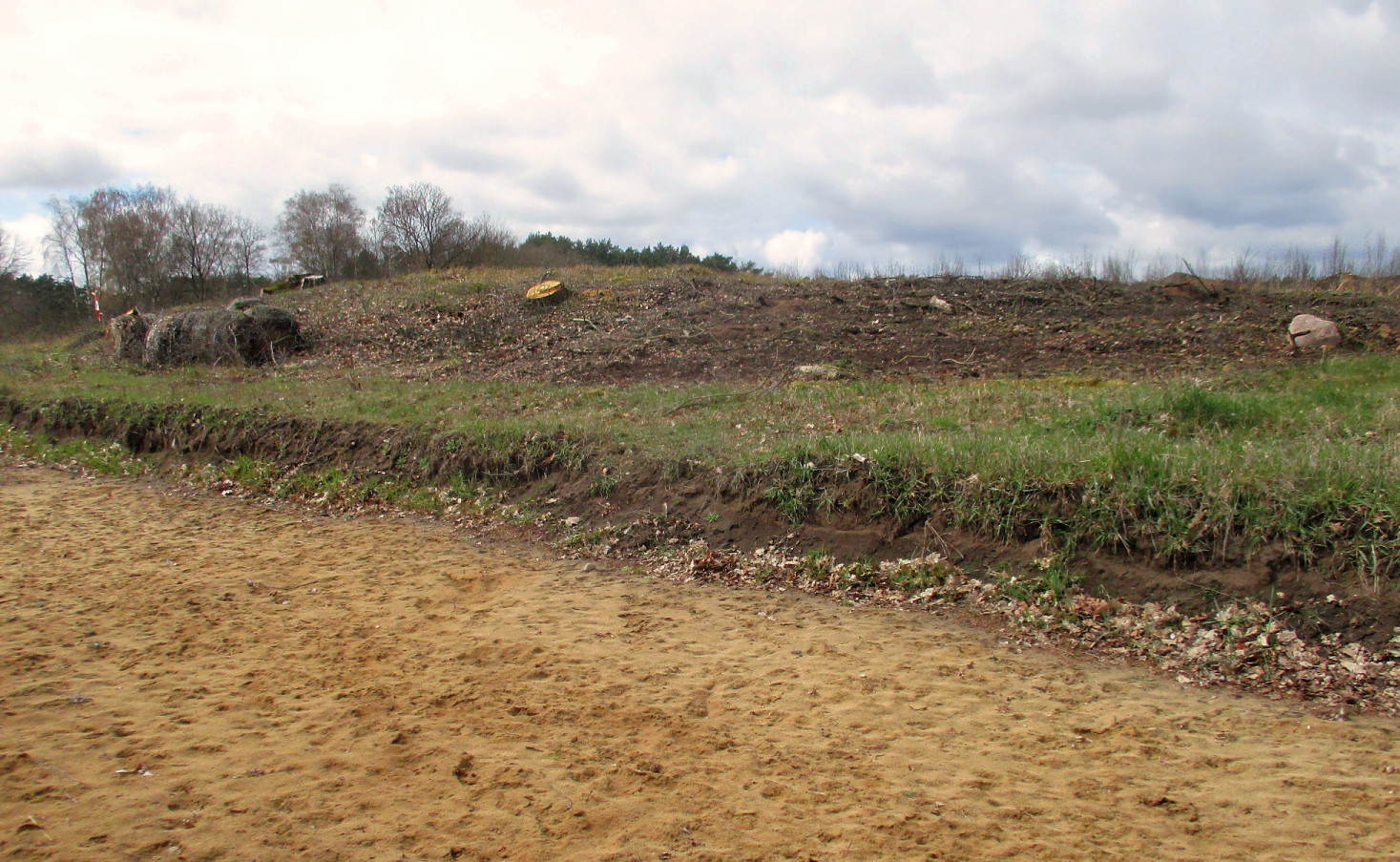
Suchschnitt einer archäologischen Voruntersuchung neben dem Grabhügel, 2021
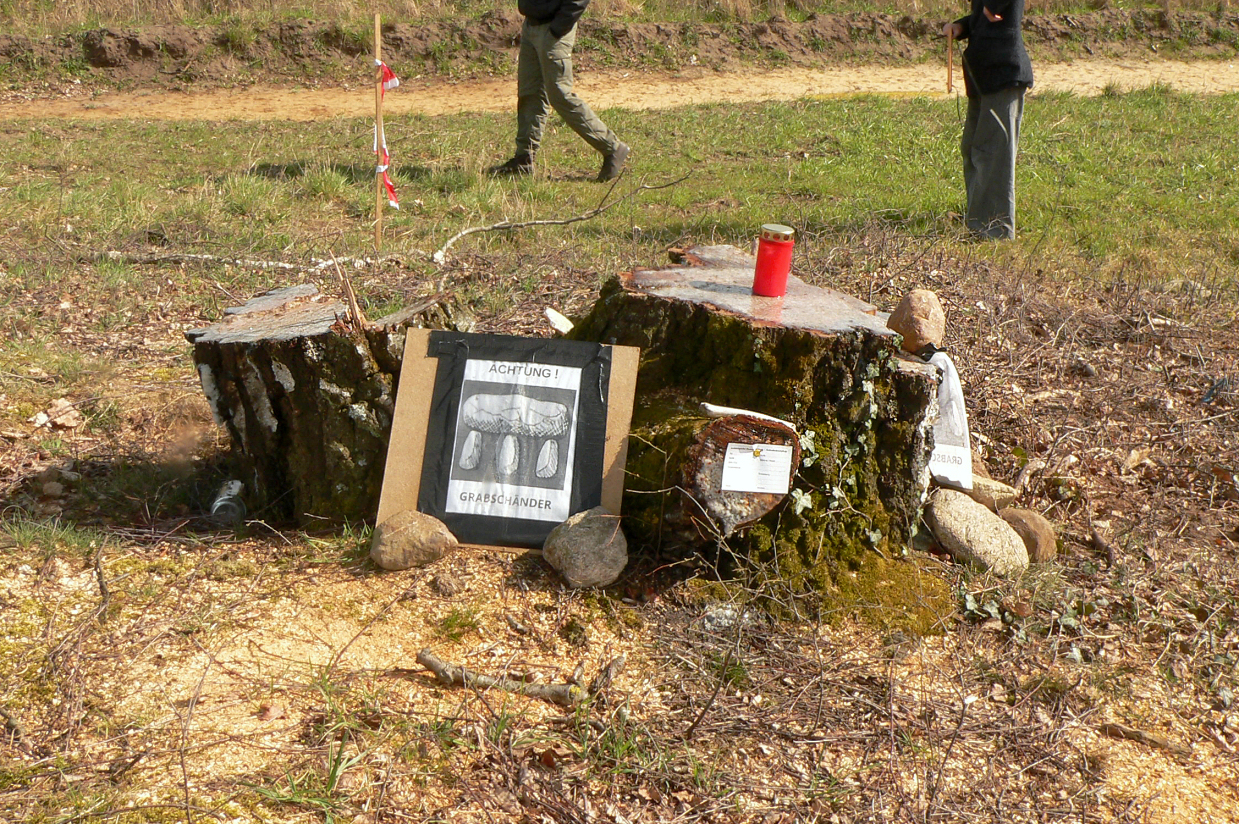
Baumstumpf auf dem Grabhügel mit Protestzettel gegen seine geplante Beseitigung, 2021
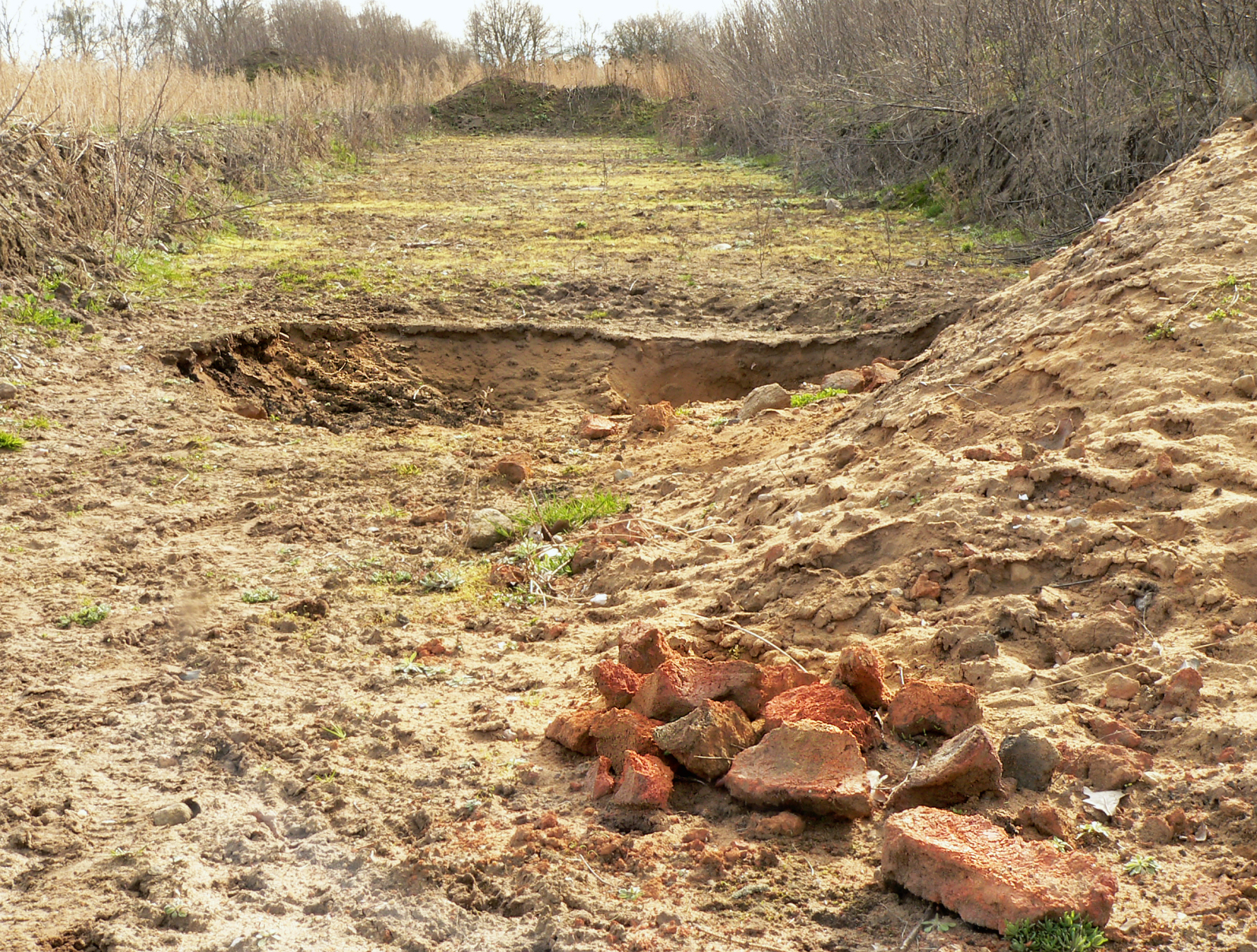
Suchschnitt nahe dem Grabhügel mit dem Fund von rotverziegelten Fragmenten eines prähistorischen Ofens, 2021